# Evander
Evander da Silva Ferreira (født 9. juni 1998), bedre kendt som Evander, er en brasiliansk fodboldspiller, der spiller for Portland Timbers

## Klubkarriere

### Vasco da Gama
Evander debuterede for Vasco da Gama den 5. marts 2016, da han blev indskiftet i en 3-1 sejr over Bonsucesso. Han scorede sit første professionelle mål den 8. november 2017 mod Santos.
Den 31. januar 2018 blev Evander den yngste Vasco da Gama-spiller til at score to gange i en Libertadores-kamp mod Universidad de Conepción.

### FC Midtjylland
Den 27. august 2018 blev det bekræftet af Vasco da Gama, at FC Midtjylland har lejet Evander for 2018-19-sæsonen med en frikøbsklausul på 18 mio. kr. i sommeren 2019.
Han fik sin debut for FC Midtjylland i Superligaen den 29. september 2018, da han blev skiftet ind i det 65. minut i stedet for Jakob Poulsen i en 5-2-sejr hjemme over Hobro IK. Runden efter, den 7. oktober 2018, fik han 12 minutter på banen (3-0-sejr hjemme over Vendsyssel FF), og i sin 3. superligaoptræden den 20. oktober 2018 scorede han sit første mål for FC Midtjylland, da FC Midtjylland vandt 1-4 ude over FC Nordsjælland.
Den 15. januar 2019 blev Evander købt af FC Midtjylland. I marts blev Evander kåret som månedens spiller i Superligaen.

## Landsholdskarriere
I marts 2015 hjalp Evander Brasilien til at vinde U/17 Sydamerika mesterskaber, da han scorede tre mål. Han spillede også U/17-VM i 2015.